# Arto Tolsa
Arto Tolsa (ur. 9 sierpnia 1945 w Kotce  – zm. 30 marca 1989 tamże) – piłkarz fiński grający na pozycji obrońcy. W swojej karierze rozegrał 77 meczów w reprezentacji Finlandii i strzelił w niej 9 goli.

## Kariera klubowa
Karierę piłkarską Tolsa rozpoczął w klubie KTP Kotka. W 1963 roku awansował do kadry pierwszego zespołu i wtedy też zadebiutował w jego barwach w pierwszej lidze fińskiej. W 1964 roku osiągnął z KTP swój pierwszy sukces w karierze, gdy zdobył Puchar Finlandii. W 1967 roku także sięgnął po to trofeum. W 1969 roku spadł z KTP do drugiej ligi fińskiej.
W 1969 roku Tolsa wyjechał do Belgii i został piłkarzem Beerschotu Antwerpia. W sezonie 1970/1971 zdobył z Beerschotem Puchar Belgii. W sezonie 1978/1979 zdobył go po raz drugi. Był to też ostatni sezon Fina w Beerschocie. W latach 1971, 1974 i 1977 był wybierany Piłkarzem Roku.
W 1979 roku Tolsa wrócił do Finlandii i ponownie został zawodnikiem KTP Kotka. W 1980 roku zdobył Puchar Finlandii, a w 1982 roku zakończył swoją karierę.
| Sezon   | Klub                | Kraj      | Rozgrywki      | Mecze | Bramki |
| ------- | ------------------- | --------- | -------------- | ----- | ------ |
| 1963    | KTP Kotka           | Finlandia | Mestaruussarja | ?     | ?      |
| 1964    | KTP Kotka           | Finlandia | Mestaruussarja | ?     | ?      |
| 1965    | KTP Kotka           | Finlandia | Mestaruussarja | ?     | ?      |
| 1966    | KTP Kotka           | Finlandia | Mestaruussarja | ?     | ?      |
| 1967    | KTP Kotka           | Finlandia | Mestaruussarja | ?     | ?      |
| 1968    | KTP Kotka           | Finlandia | Mestaruussarja | ?     | ?      |
| 1969    | KTP Kotka           | Finlandia | Mestaruussarja | ?     | ?      |
| 1969/70 | Beerschot Antwerpia | Belgia    | Eerste klasse  | 1     | 0      |
| 1970/71 | Beerschot Antwerpia | Belgia    | Eerste klasse  | 13    | 5      |
| 1971/72 | Beerschot Antwerpia | Belgia    | Eerste klasse  | 19    | 3      |
| 1972/73 | Beerschot Antwerpia | Belgia    | Eerste klasse  | 30    | 1      |
| 1973/74 | Beerschot Antwerpia | Belgia    | Eerste klasse  | 30    | 0      |
| 1974/75 | Beerschot Antwerpia | Belgia    | Eerste klasse  | 31    | 2      |
| 1975/76 | Beerschot Antwerpia | Belgia    | Eerste klasse  | 33    | 3      |
| 1976/77 | Beerschot Antwerpia | Belgia    | Eerste klasse  | 1     | 0      |
| 1977/78 | Beerschot Antwerpia | Belgia    | Eerste klasse  | 14    | 0      |
| 1978/79 | Beerschot Antwerpia | Belgia    | Eerste klasse  | 28    | 0      |
| 1979    | KTP Kotka           | Finlandia | Mestaruussarja | ?     | ?      |
| 1980    | KTP Kotka           | Finlandia | Mestaruussarja | ?     | ?      |
| 1981    | KTP Kotka           | Finlandia | Mestaruussarja | ?     | ?      |
| 1982    | KTP Kotka           | Finlandia | Mestaruussarja | ?     | ?      |

## Kariera reprezentacyjna
W reprezentacji Finlandii Tolsa zadebiutował 2 sierpnia 1964 roku w wygranym 1:0 meczu Mistrzostw Nordyckich ze Szwecją. W swojej karierze grał w eliminacjach do MŚ 1966, Euro 68, MŚ 1970, Euro 72, Euro 76, MŚ 1978, Euro 80 i MŚ 1982. Od 1964 do 1981 roku rozegrał w kadrze narodowej 77 meczów, w których zdobył 9 bramek.